# Uloborus oculatus
Uloborus oculatus là một loài nhện trong họ Uloboridae.
Loài này thuộc chi Uloborus. Uloborus oculatus được Wladislaus Kulczynski miêu tả năm 1908.